# Joel Allansson
Joel Allansson (født 3. november 1992) er en svensk fodboldspiller, der spiller for Halmstads BK som midtbane.

## Klubkarriere

### Halmstads BK
Den 24. december 2018 offentliggjorde Halmstads BK, at klubben havde skrevet under på en kontrakt med Allansson fra 2019.

## Landsholdskarriere
Han debuterede den 8. januar 2017 for Sveriges fodboldlandshold i en 2-1-sejr over Elfenbenskystens fodboldlandshold, da han blev skiftet ind i det 74. minut i stedet for Kristoffer Olsson.

## Titler

### Klub
IFK Göteborg
- Svenska Cupen: 2012–13